# Fiesole
|  | Aquest article tracta sobre l'actual ciutat italiana. Si cerqueu l'antiga ciutat etrusca i romana, vegeu «Faesulae». |

Fiesole (pronunciat ['fjɛzole]) és una ciutat toscana, a la ciutat metropolitana de Florència, amb 14.126 habitants el 2007. És seu del bisbat de Fiesole.

## Història
Segons la llegenda, el primer bisbe de la ciutat fou sant Ròmul, deixeble de sant Pere. Ja hi existia una comunitat cristiana al segle iii. El primer bisbe històric és esmentat en una carta al papa Gelasi I (492-496), i més tard sota Virgili (537-555) s'esmenta el bisbe Rústic com a legat papal a un dels concilis de Constantinoble. Un dels bisbes més importants fou sant Donat, irlandès, amic i conseller de Lluís el Pietós i de Lotari I, que fou elegit el 826; la seva tomba és a la catedral.
Arrabassada als romans d'Orient pels llombards, i a aquests pels francs el 774, formà un dels comtats sota domini franc i una jurisdicció del regne d'Itàlia al segle ix, que va quedar sota el poder del bisbe des d'una època indeterminada d'aquest segle. El 890 n'era bisbe Zanobi. Aquesta senyoria es va mantenir al llarg del temps. El 1010 fou atacada i destruïda pels florentins, però es va reconstruir ràpidament i fou altre cop atacada i damnada el 1025. Va romandre independent sota el govern del bisbe fins al 1125, quan fou ocupada per Florència i annexionada. Les famílies principals es van establir a Florència. Els bisbes van perdre el poder temporal però van seguir exercint el poder espiritual i entre ells van destacar:
- Hildebrand de Lucca (bisbe el 1220), exiliat pels florentins.
- Sant Andreu Corsini (bisbe 1352-1373), nascut el 1302 d'una noble família florentina, que fou negociador entre estats de diversos tractats de pau, i va morir el 6 de gener de 1373. Fou canonitzat per Urbà VIII.
- Fra Jacopo Altovita (bisbe el 1390), frare dominic.
- Antonio Aglio (bisbe el 1466), humanista i autor d'una col·lecció de vides de sants.
- Guglielmo Bachio (bisbe el 1470), frare agustí i autor d'uns comentaris sobre Aristòtil i sobre les Sentències de Pere Llombard.
- Francesco Cataneo Diaceto (bisbe el 1570), un teòleg del concili de Trento i escriptor destacat.
- Lorenzo della Robbia (bisbe el 1634), que va construir el seminari.

## Monuments d'interès
El punt més alt de la ciutat conté el convent de San Francesco, que té les cel·les de sant Bernadí de Siena i els set beats franciscans. La zona fou fortificada amb muralles similars a les de la ciutat mateix.
L'església de Sant'Alessandro (bisbe i màrtir) fou bastida sobre una antiga església cristiana que s'havia construït sobre un temple etrusc.
La catedral antiga, o Badia Fiesolana, fou començada el 1208 pel bisbe Jacopo il Bavaro, i es va engrandir als segles xiii i xiv; conté les tombes de sant Ròmul i sant Donat i la tomba de marbre del bisbe Salviati, obra de Mino da Fiesole; es va convertir finalment en abadia benedictina. L'abadia de Fiesole és obra de Brunelleschi i fou centre de l'acadèmia de Llorenç el Magnífic i residència de Pico della Mirandola; es va tancar el 1778.
El convent de San Domenico, on van fer el noviciat Fra Angelico de Fiesole i sant Antoní de Florència, té cel·les decorades pel mateix Fra Angelico.
A part dels esmentats, altres edificis i monuments són:
- El Duomo o catedral moderna, dedicada a sant Ròmul.
- El Palazzo Pretorio o Ajuntament, del segle xiv.
- El Palazzo Vescovile o Palau Episcopal, en una habitació del qual va viure i morir sant Andreu Corsini.
- L'església de Santa Maria Primerana, al costat de l'Ajuntament.

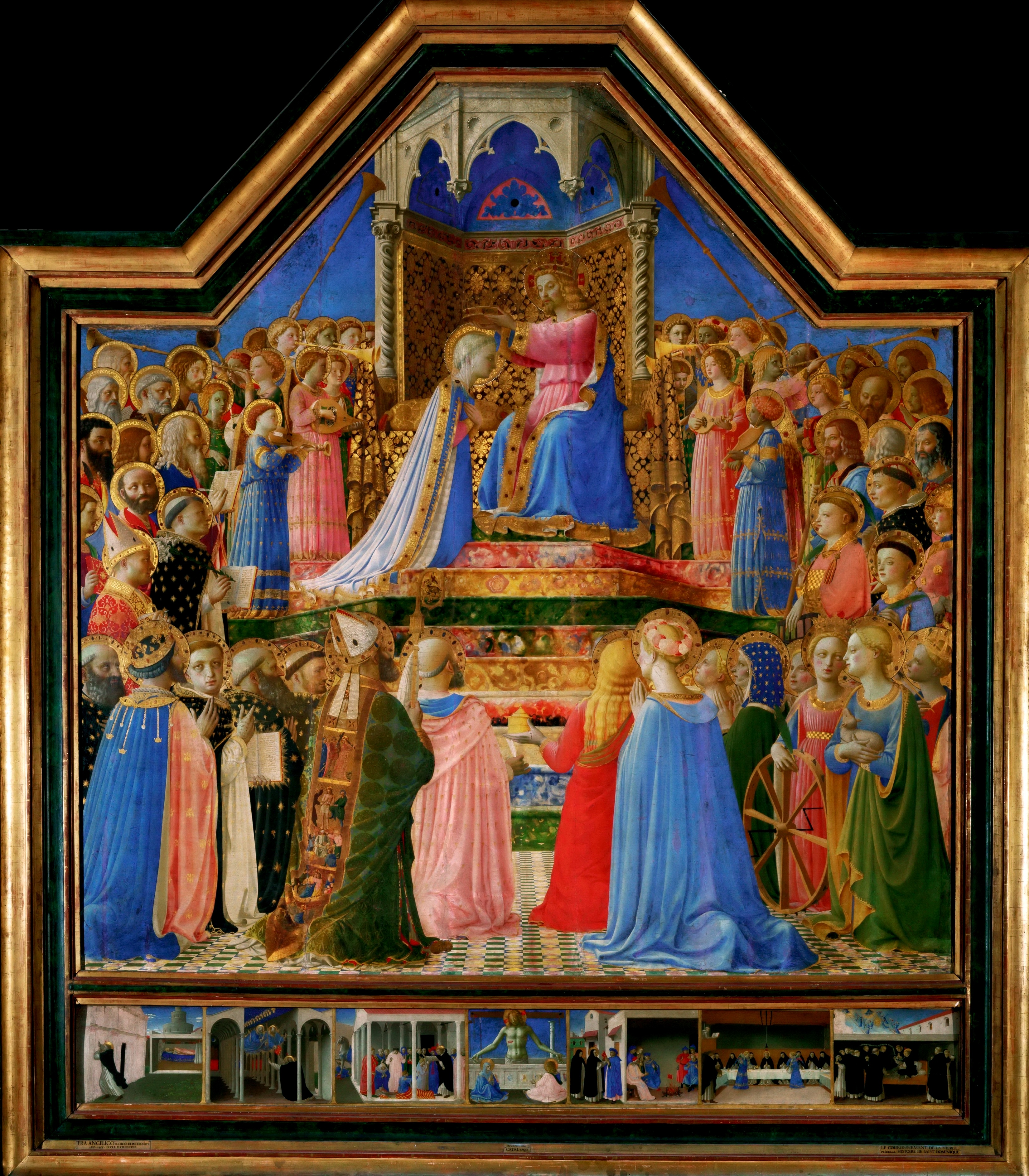
La coronació de la Mare de Déu de Fra Angelico (1434-1435), originàriament al monestir de San Domenico de Fiesole, ara al Louvre de París

- La coronació de la Mare de Déu de Fra Angelico (1434-1435), originàriament al monestir de San Domenico de Fiesole, ara al Louvre de ParísSan Girolamo, casa del venerable Carlo Guidi (de la família comtal dels Guidi), fundador dels Jerònims de Fiesole el 1360.
- La Villa La Fontanella, prop de San Domenico, on Lluís Gonzaga va viure els estius quan era patge de Francesc I de Mèdici
- La Fonte Lucente, on hi ha un crucifix miraculós.
- El santuari de Montesenario, a la rodalia, seu de l'orde dels servites, on van viure amb gran austeritat els seus set sants fundadors.
- San Martino a Mensola, església de la rodalia on es conserva el cos de l'irlandès sant Andreu, encara incorrupte.

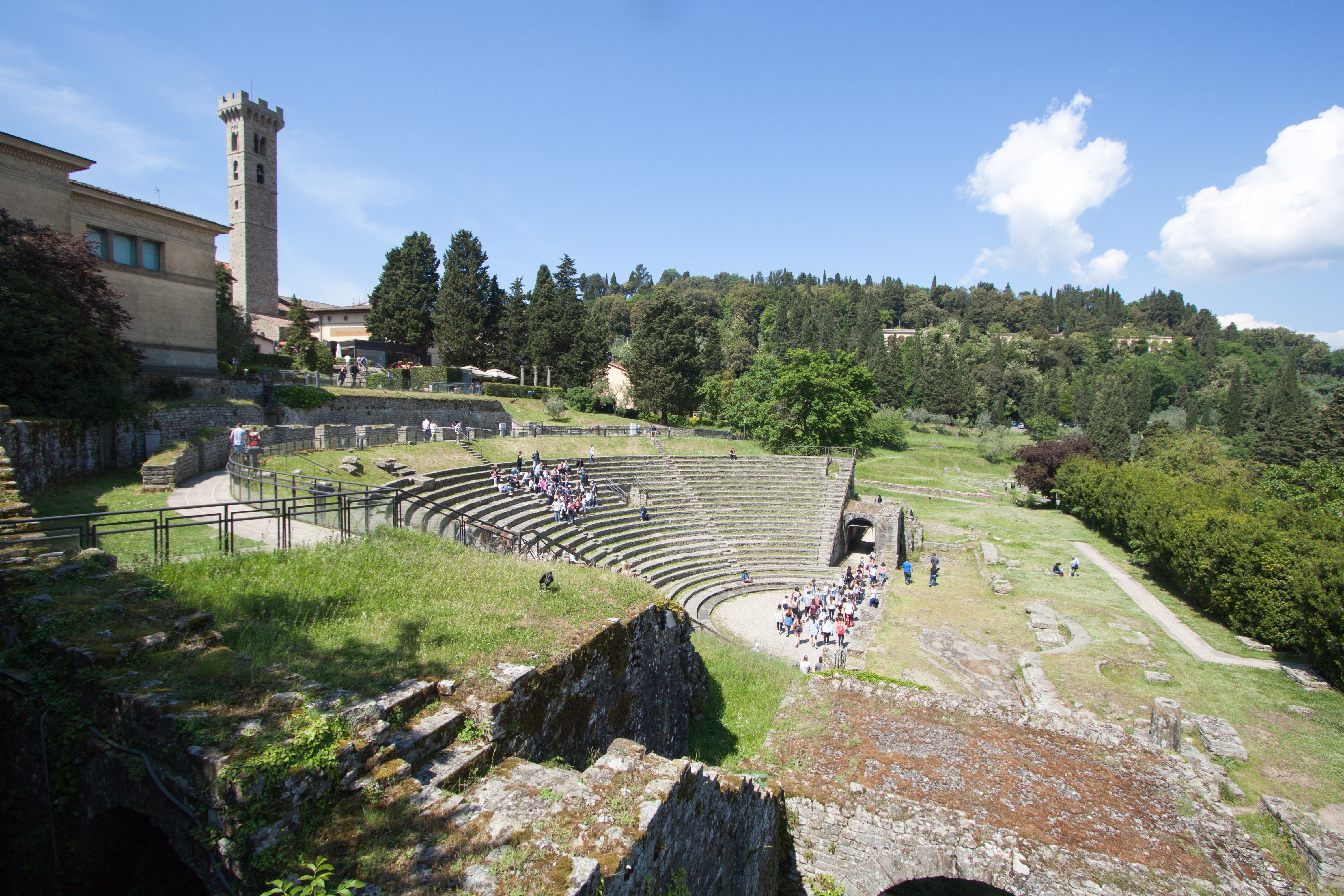
Teatre romà
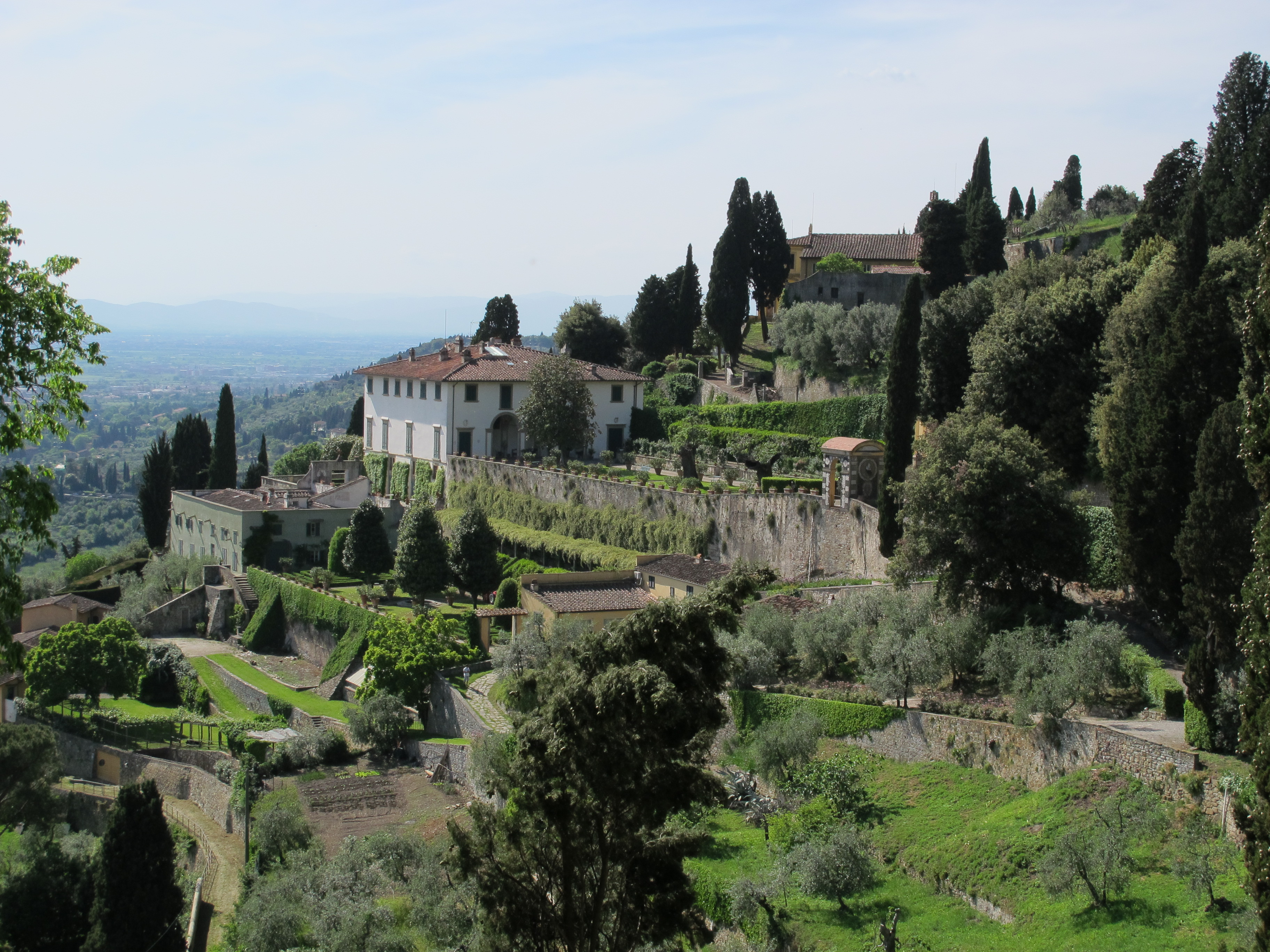
Villa Medici (1457)
Catedral de San Romolo (1028)
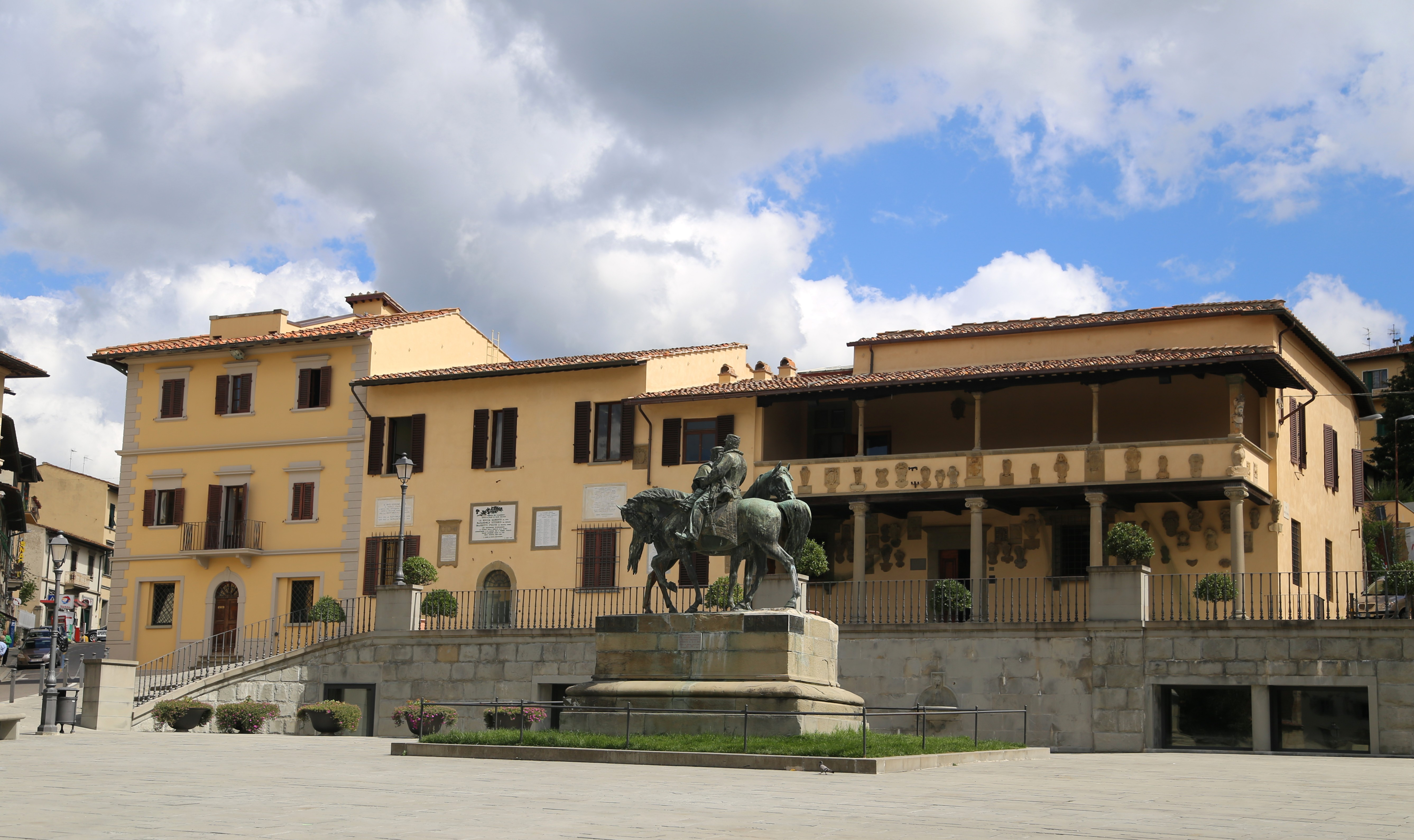
Ajuntament
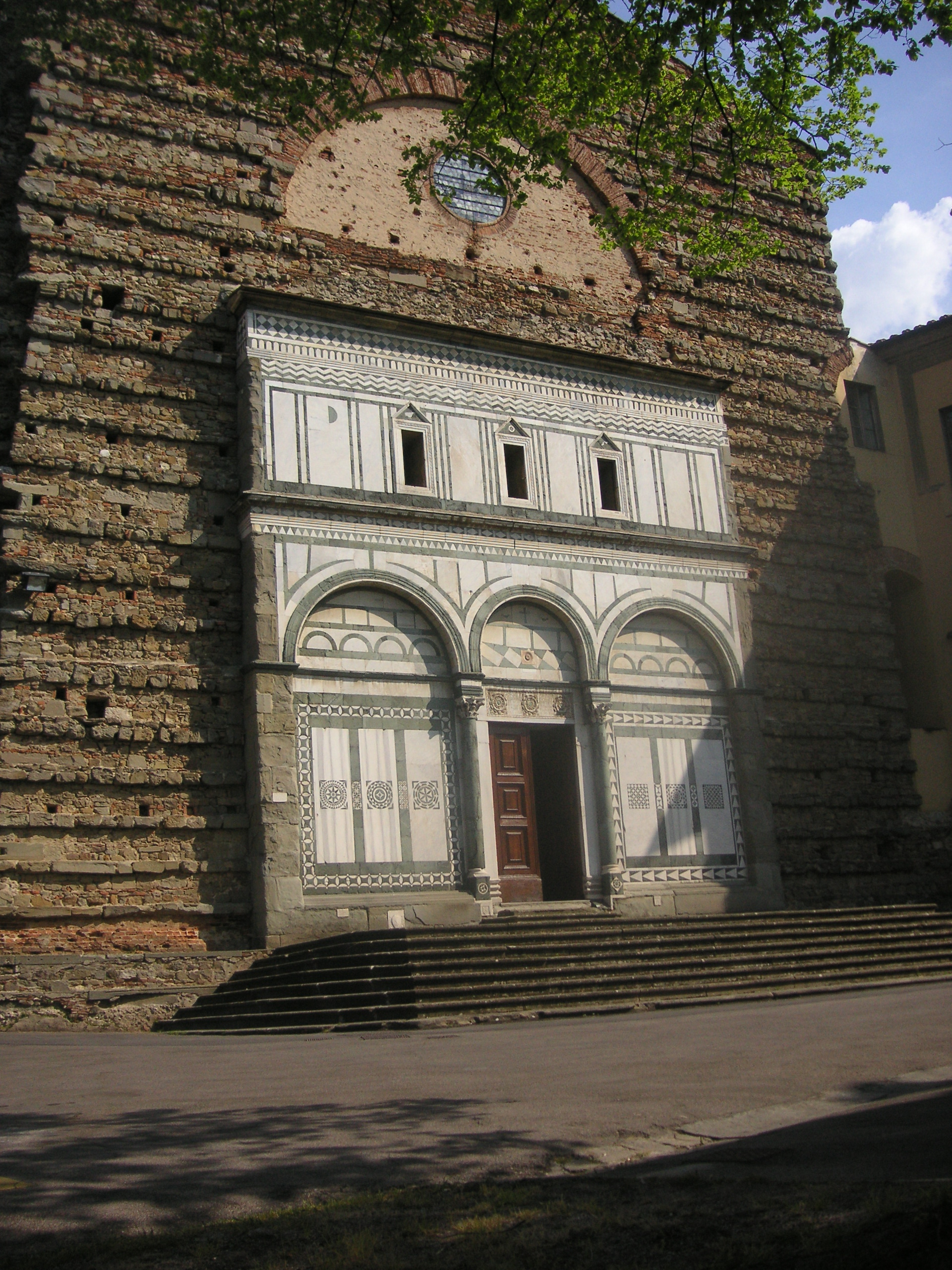
Façana renaixentista de la Badia Fiesolana, l'antiga catedral
Convent de San Francesco
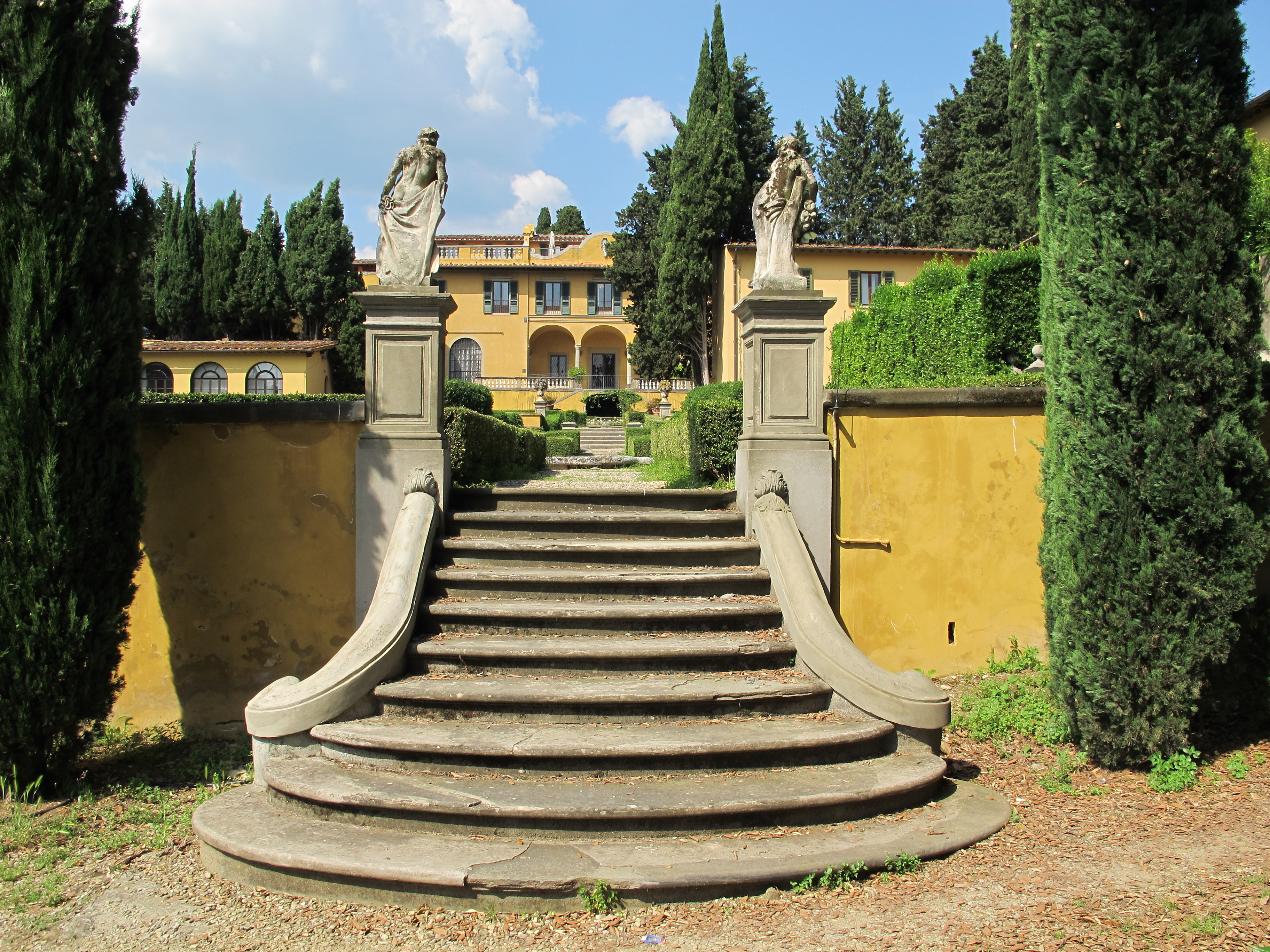
Villa Schifanoia, escenografia del Decameró de Boccaccio
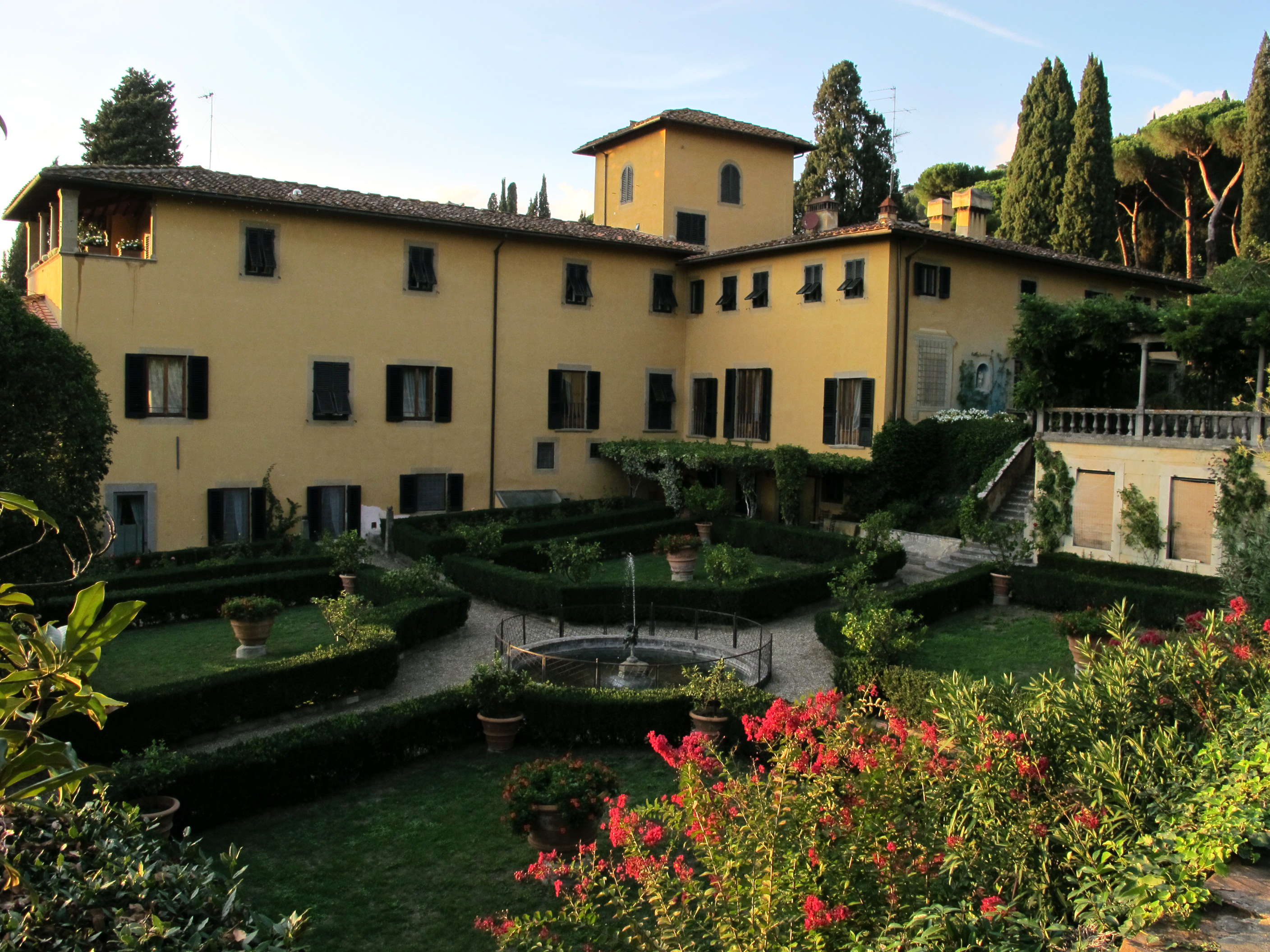
Villa Sparta
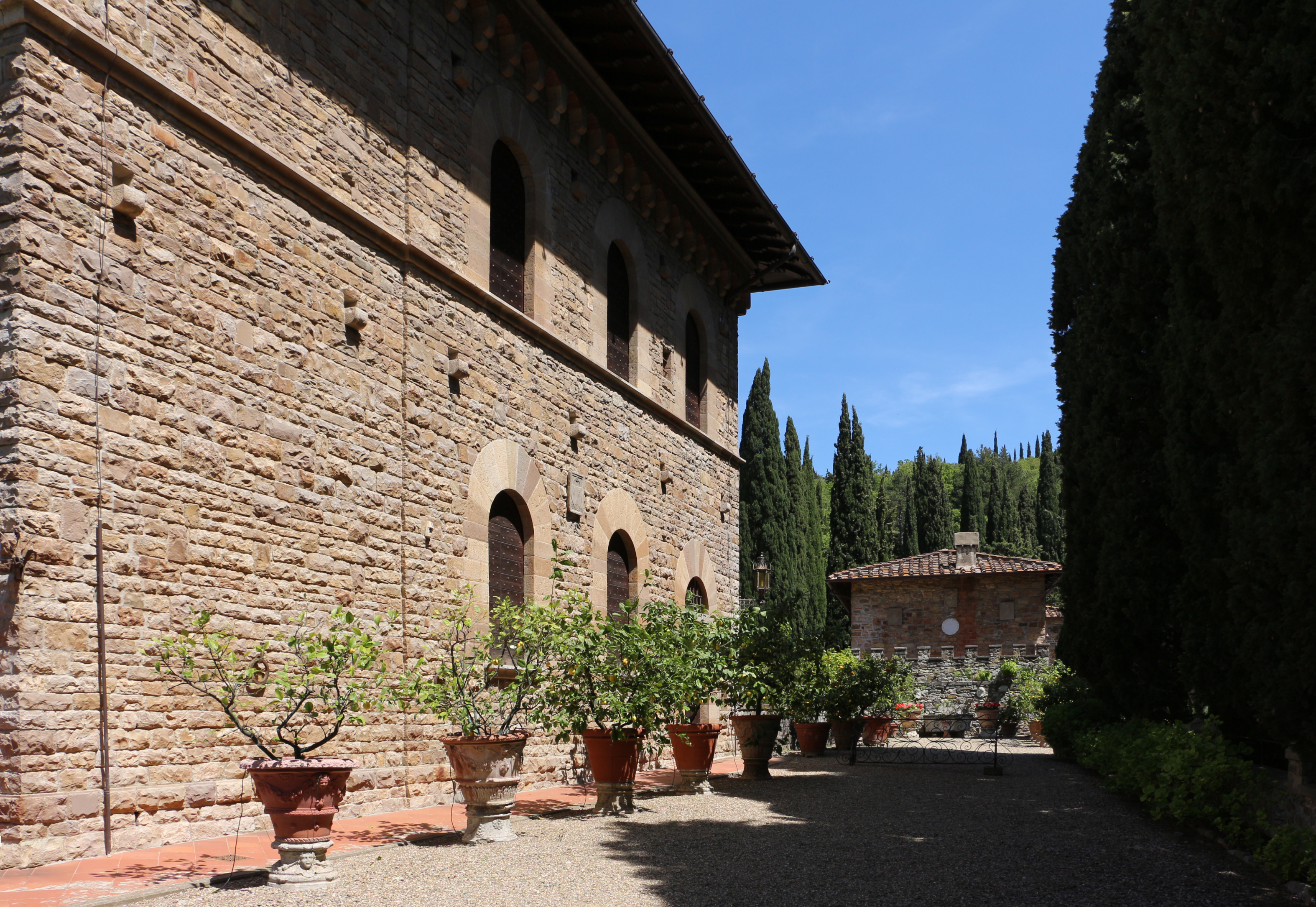
Villa Peyron

## Personatges cèlebres
- Francesco Landini (v.1325–1397), compositor, cantant, poeta, organista i fabricant d'instruments musicals.
- Lorenzo Monaco (1370-1424), pintor.
- Mino de Fiesole, pintor.
- Guido de Fiesole, de nom religiós Giovanni Angelico, però conegut per Fra Angelico de Fiesole (1387-1455).
- Bruno Bartolozzi (1911-1980), compositor musical.
- Giannotto Bastianelli (1883-1927), compositor i crític musical.
- Arnold Böcklin (1827-1901), pintor.
- Alice Rohrwacher (n. 1980), directora i guionista de cinema.